# Thecla Åhlander
Thecla (ursprungligen Thekla) Ottilia Åhlander född den 3 juni 1855 i Norrköping, död den 8 april 1925 på Höstsol, Täby församling, Stockholms län
, var en svensk skådespelare. 
Åhlander studerade först drama som extra elev för Frans Hedberg 1872. Hon fortsatte studierna vid Kungliga Dramatiska teaterns skola 1874–1877. Hon scendebuterade vid Dramaten som gammal mamsell i Ett namn 1877, och fortsatte arbeta där till 1922, 1908–1915 också som scenlärare. Hon blev premiäraktris 1888 och fick den kungliga medaljen Litteris et Artibus 1891. Åhlander är begravd på Norra begravningsplatsen utanför Stockholm.

## Filmografi
- 1921 – Elisabet
- 1922 – Det omringade huset
- 1923 – Eld ombord
- 1923 – Gunnar Hedes saga

## Teater

### Roller (ej komplett)
| År   | Roll                                                       | Produktion                                                        | Regi          | Teater                      |
| ---- | ---------------------------------------------------------- | ----------------------------------------------------------------- | ------------- | --------------------------- |
| 1875 | Louise, kammarjungfru                                      | Diana Théodore Barrière                                           |               | Kungliga Dramatiska Teatern |
| 1876 | Kronofogdens fru                                           | Dagtingan Frans Hedberg                                           |               | Kungliga Dramatiska Teatern |
| 1876 | Lizette, uppasserska                                       | Löslockar                                                         |               | Kungliga Dramatiska Teatern |
| 1886 | Ane, i tjenst hos Tygeson                                  | Geografi och kärlek (Geografi og kærlighed) Bjørnstjerne Bjørnson |               | Kungliga Dramatiska Teatern |
| 1888 | Fru Kastanie den äldre, förestånderska för en flickpension | Magister Bläckstadius eller Giftermålsannonsen August Blanche     |               | Kungliga Dramatiska Teatern |
| 1889 | Fröken Stake                                               | Kärlekens komedi (Kjærlighedens Komedie) Henrik Ibsen             |               | Dramatiska Teatern          |
| 1889 |                                                            | En för bägge och bägge för en Emma Gad                            |               | Dramatiska Teatern          |
| 1890 | Anna Andrejevna                                            | Revisorn (Ревизо́р, Revizór) Nikolaj Gogol                         |               | Dramatiska Teatern          |
| 1891 | Anna Iljinisjna Kaurova                                    | Arvskiftet Ivan Turgenjev                                         |               | Dramatiska Teatern          |
| 1899 | Fru Knauer                                                 | Damen från Ostende Oscar Blumenthal och Gustav Kadelburg          |               | Dramatiska Teatern          |
| 1900 | Fru Cathérine                                              | Brott och brott August Strindberg                                 |               | Dramatiska Teatern          |
| 1900 | Anaïs                                                      | Zaza Pierre Berton och Charles Simon                              |               | Dramatiska Teatern          |
| 1900 |                                                            | Den nye bibliotekarien Gustav von Moser                           |               | Dramatiska Teatern          |
| 1902 | Chloé                                                      | Historiska slottet Alexandre Bisson                               |               | Dramatiska Teatern          |
| 1905 | Madam Olsen                                                | Lynggaard & C:o Hjalmar Bergstrøm                                 |               | Dramatiska Teatern          |
| 1906 |                                                            | Kusin Kate Hubert Henry Davies                                    |               | Dramatiska Teatern          |
| 1915 | Jeantine                                                   | Äventyret Gaston Arman de Caillavet och Robert de Flers           | Karl Hedberg  | Dramaten                    |
| 1919 | Lady Markby                                                | En idealisk äkta man Oscar Wilde                                  | Karl Hedberg  | Dramaten                    |
| 1920 | Leontine                                                   | Det röda bandet Carl Mathern och Toni Impekoven                   | Karl Hedberg  | Dramaten                    |
| 1921 | Skirina                                                    | Turandot Carlo Gozzi                                              | Olof Molander | Dramaten                    |

## Rollfoton

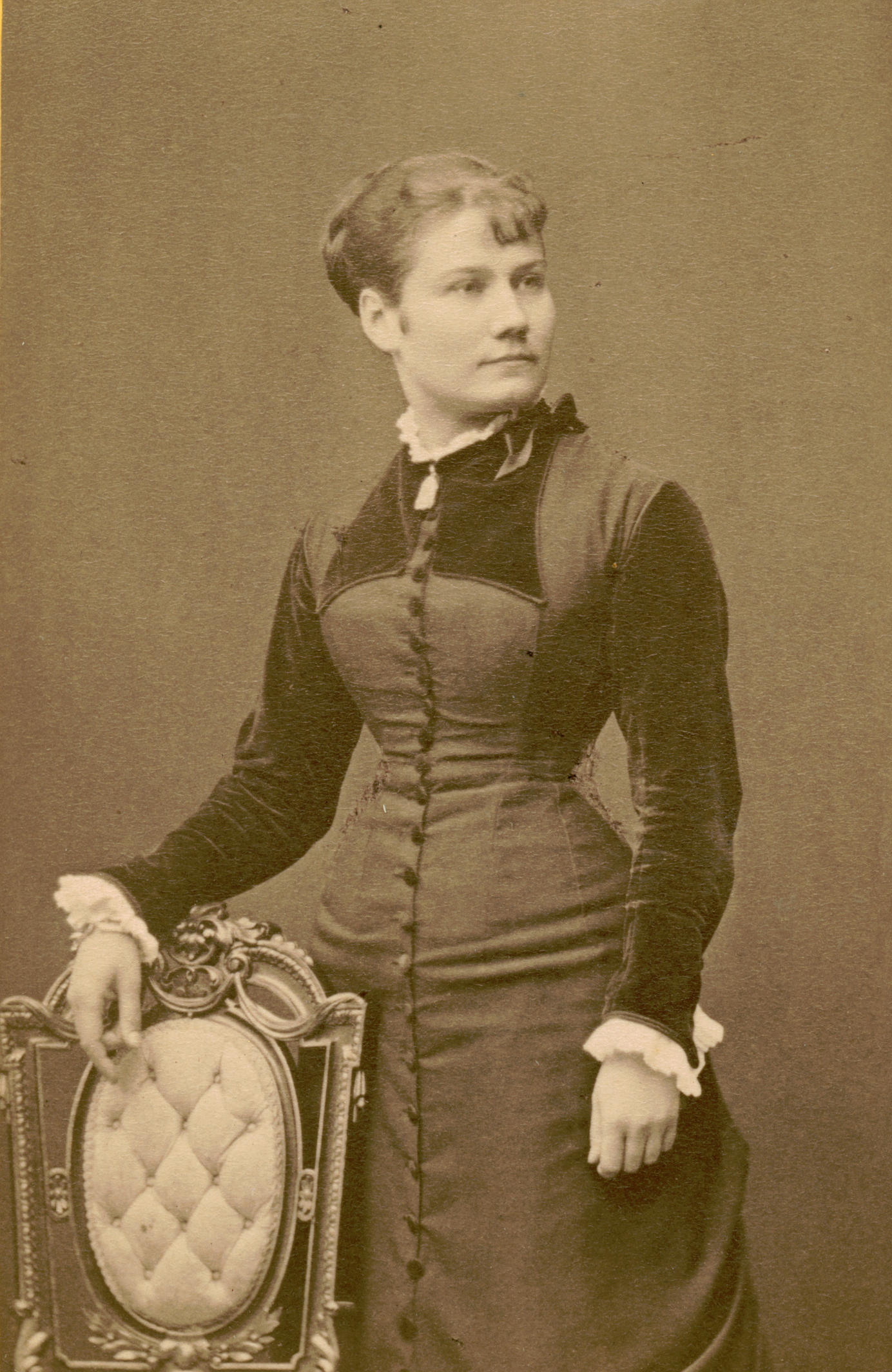
Som Nora i Ett dockhem vid Dramaten 1880.
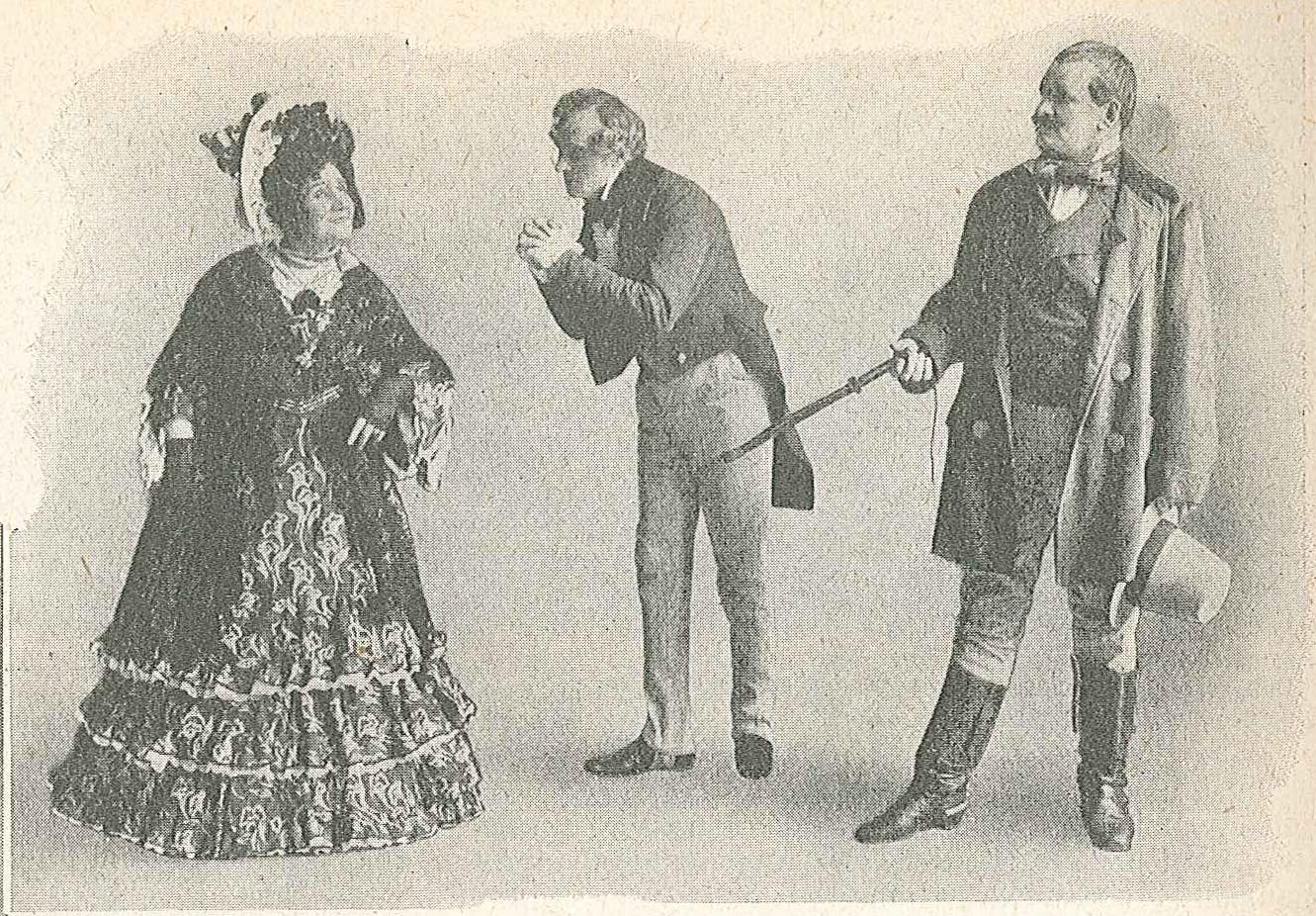
Tillsammans med Carl Browallius och Albin Lavén i Ivan Turgenjevs pjäs Arvsskiftet på Dramaten 1911. Foto i Hvar 8 Dag 1911.

### Övriga källor
- Thecla Åhlander i Arvid Ahnfelt, Europas konstnärer (1887)
- Georg Nordensvan (1893). Frithiof Hellberg. red. ”Thecla Åhlander”. Idun: Praktisk veckotidning för kvinnan och hemmet (Stockholm: Frithiof Hellberg) 6 (14):  sid. 105. http://www.ub.gu.se/fasta/laban/erez/kvinnohistoriska/tidskrifter/idun/1893/pdf/1893_14.pdf. Läst 24 oktober 2015. Arkiverad 4 mars 2016 hämtat från the Wayback Machine.